# Веллозо де Баррос, Освалдо
Освалдо Веллозо де Баррос (порт.-браз. Oswaldo Barros Velloso; 25 августа 1908, Корумба, Мату-Гросу-ду-Сул, Бразилия — 8 августа 1996) — бразильский футболист, вратарь. Участник 1-го чемпионата мира (1 матч с Боливией).

## Биография
Веллозо уроженец Корумбы, начал свой футбольный путь не в родном городе и даже не в родном штате, а в Баие, куда переехала его семья, на побережье Атлантического океана, там он впервые начинает играть за клуб «Баианас де Теннис», где его уверенная игра становится предметом гордости тренеров клуба, а «Баианас» завоевывает титул чемпиона Байи в 1927 году. Как часто бывает с хорошими игроками маленьких команд, его замечают и уже через 2 года, как он стал вратарём «Баианаса», он переходит во «Флуминенсе», где играет до 27-ми лет, но тяжелая травма не дает ему продолжить карьеру.
Он заканчивает выступления в 1935 году. Он играл и в сборной Бразилии, даже участвовал на первом чемпионате мира, сыграв один матч против сборной Боливии и не пропустив ни одного мяча.
Умер 8 августа 1996 года.

## Награды и достижения
- Чемпион штата Баиа: 1927
- Обладатель кубка Рио Бранко: 1931